# Římskokatolická farnost Bohosudov
Římskokatolická farnost Bohosudov (lat. Mariaescheina) je církevní správní jednotka sdružující římské katolíky na území městské části Bohosudov a v jejím okolí. Organizačně spadá do teplického vikariátu, který je jedním z 10 vikariátů litoměřické diecéze.

## Historie farnosti
Od roku 1786 byla v místě lokálie. Matriky jsou vedeny od roku 1787. 10. září 1798 zde bylo zřízeno proboštství. Farnost byla kanonicky zřízena roku 1852. V 50. letech 20. století byly v bohosudovské jezuitské koleji, jejíž řádnou činnost přerušila Akce K, internovány řádové sestry, což mělo také vliv na život farnosti. Některé řeholnice v Bohosudově i zemřely. Patřily mezi ně řeholní sestry z kongregace Milosrdných sester svatého Kříže s. M. Edigma Marie Pavlíková, * 27. 6. 1888 Boršice, okres Uherské Hradiště; † 22. 12. 1950 Bohosudov (čp. 34) a s. M. Vendelína Viléma Kudličková, * 24. 5. 1879 Dědice, okres Vyškov; † 8. 3. 1951 Bohosudov (čp. 34), které jsou zde také pohřbeny. Ostatní staré a nemocné Křížové sestry na slavnost Božího Těla dne 27. května 1951 byly pod přísným dozorem tajné policie převezeny do Vidnavy. Další řeholnicí, která v Bohosudově zemřela byla dominikánka s. M. Cyrila Marie Horáková, * 21. 3. 1886 Kovalovice, okres Přerov; † 12. 4. 1951 Bohosudov (čp. 34), která ale byla exhumována a pohřbena 14. 6. 1952 na Vyšehradě.

### Duchovní správcové vedoucí farnost
Začátek působnosti jmenovaného v duchovní správě farnosti od:
- 1765   altaristae (oltářníci): Christop. Böhlich, Car. Werner, Jos. Rosch, Jos. Teichert, Godefr. Wensky, Anton. Martin
- 1777   Antonius Wolf
- 1784   Maternus Schaefer, † 2. 2. 1811
- 1787   loc. Jos. Andre, † 2. 2. 1797
- 1898   Maternus Schaefer, † 2. 2. 1811
- 1811   Ioann. Wagner, n. 11. 5. 1744 Vejprt., o.  21. 9. 1772, † 24. 9. 1836
- 1818   par. vacat, Nicol. Waehner
- 1819   Andr. Richter, n. 25. 6. 1767 Schlaggenwaldens, o. 21. 12. 1792, † 9. 11. 1846
- 1848   Adolph. Würfel, n. 14. 2. 1804 Reichenberg, o. 4. 9. 1827
- 1850   Antonín Vojtěch Hnojek, probošt, n. 4. 12. 1799 Brundusiens., o. 24. 8. 1822, † 23. 1. 1866
- 1852   protopar.  (první farář) Joach. Nečasek, n. 14. 8. 1800 Hochstad., o. 24. 8. 1824, † 30. 8. 1855
- 1856   Anton. Weiss, n. 30. 4. 1817 Weitentrebetitsch, o. 29. 7. 1841
- 1882   Anton. Ladek, n. 16. 5. 1817 Lochtschitz, o. 29. 7. 1842, † 24. 2. 1899
- 1892   par. vacat, Car. Seyss
- 1893   Ludov. Schön, n. 30. 6. 1831 Neissens (Sil.), o. 31. 7. 1860, † 5. 3. 1908
- 1. 8. 1908 Josef Zechel, n. 27. 7. 1862 Lobkowitz., o. 22. 5. 1887, † 18. 6. 1951
- 23. 6. 1951 Antonín Hanáček
- 24. 9. 1968 Josef Cukr, S.J., admin.
- 1. 1. 1993 Jiří Majkov S.J.
- 1. 3. 1994 Miroslav Brtva S.J.
- 1. 3. 2001 Jozef Piroh
- 1. 7.  2003 Pavel Mikeš
- 15. 9. 2004 Michael-Philipp Irmer, admin.; od 1. 10. 2015 farář
  - 4. 7. 2021 Christopher Cantzen, farní vikář[4]

Kromě kněží stojících v čele farnosti, působili ve farnosti v průběhu její historie i jiní kněží. Většinou pracovali jako farní vikáři, kaplani, katecheté, výpomocní duchovní aj.

## Území farnosti
Do farnosti náleží území obce:
- Bohosudov (Mariaschein,[p 2] varianta Šejnov[5])
- Maršov (Marschen)[p 2]
- Soběchleby (Sobochleben)[p 2]
- Terezín (Theresienfeld,[p 2] dnes součást obce Maršov[5])
- Unčín (Hohenstein)[p 2]

## Římskokatolické sakrální stavby a místa kultu na území farnosti
| | Fotografie | Stavba                         | Místo      | Bohoslužby                      | Zeměpisné souřadnice             | Status          | Číslo kulturní památky                       |
| Bazilika | Bazilika   | Bazilika                       | Bazilika   | Bazilika                        | Bazilika                         | Bazilika        | Bazilika                                     |
| --- | ---------- | ------------------------------ | ---------- | ------------------------------- | -------------------------------- | --------------- | -------------------------------------------- |
| 1. |            | Bazilika Panny Marie Bolestné  | Bohosudov  | bližší informace o bohoslužbách | 50°40′54″ s. š., 13°52′19″ v. d. | farní kostel    | 43468/5-2658 (Pk•MIS•Sez•Obr•WD) (Q20064718) |
| Kaple |            |                                |            |                                 |                                  |                 |                                              |
| 2. |            | Kaple Panny Marie              | Bohosudov  | bližší informace o bohoslužbách | 50°40′52″ s. š., 13°52′18″ v. d. | kaple           | —                                            |
| 3. |            | Kaple Panny Marie              | Bohosudov  | neslouží se pravidelně          |                                  | klášterní kaple | —                                            |
| 4. |            | Kaple sv. Františka Régis      | Soběchleby | bližší informace o bohoslužbách | 50°40′15″ s. š., 13°53′47″ v. d. | kaple           | —                                            |
| 5. |            | Kaple sv. Floriána             | Unčín      | bližší informace o bohoslužbách | 50°41′9″ s. š., 13°53′59″ v. d.  | kaple           | —                                            |
| 6. |            | Kaple Božího hrobu na Kalvárii | Bohosudov  | neslouží se pravidelně          | 50°41′7″ s. š., 13°52′12″ v. d.  | kaple           | —                                            |
| Zaniklé objekty |            |                                |            |                                 |                                  |                 |                                              |
| 7. |            | Kaple sv. Marka                | Maršov     | nelze sloužit                   |                                  | kaple           | —                                            |
| Některé drobné sakrální stavby a pamětihodnosti lze dohledat zde v databázi Drobné sakrální památky Zaniklé sakrální stavby lze dohledat zde v databázi Poškozené a zničené kostely, kaple a synagogy v České republice |            |                                |            |                                 |                                  |                 |                                              |

Ve farnosti se mohou nacházet i další drobné sakrální stavby, místa římskokatolického kultu a pamětihodnosti, které neobsahuje tato tabulka.

## Farní obvod
Z důvodu efektivity duchovní správy byl vytvořen farní obvod (kolatura) sestávající z přidružených farností spravovaných excurrendo z Bohosudova. Jsou to:
1. Římskokatolická farnost – děkanství Duchcov
2. Římskokatolická farnost – děkanství Osek u Duchcova
3. Římskokatolická farnost Dlažkovice in spiritalibus
4. Římskokatolická farnost Mariánské Radčice
5. Římskokatolická farnost Habartice u Krupky
6. Římskokatolická farnost Krupka